# Revolta de la vinya de 1907
La revolta de la vinya de 1907 fou un moviment massiu al Llenguadoc i a la Catalunya Nord que fou reprimit pel govern de Georges Clemenceau. Causada per una crisi al sector de la viticultura a principis del segle xx, aquesta revolta es va marcar per la fraternització del 17è regiment d'infanteria lleugera amb els manifestants de Besiers.

## Vinyars al Llenguadoc abans de la crisi de 1907

### Viticultura massiva

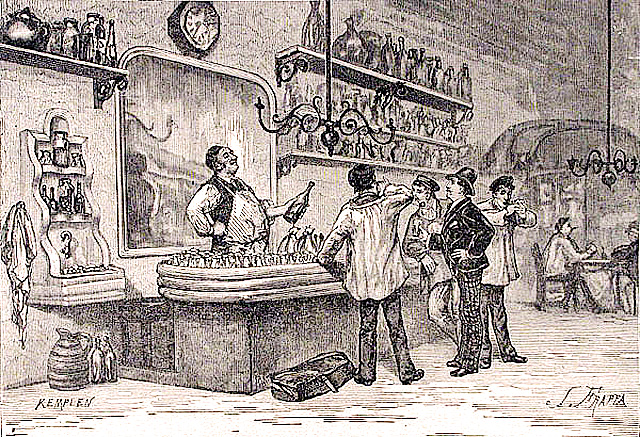
L'Assommoir de Père Colombe, edició de 1906 de l'Assommoir d'Émile Zola.

La viticultura al Llenguadoc es va desenvolupar durant el segle xviii amb la construcció del port de Seta i amb la finalització del Canal del Migdia. El vi, tècniques de conservació del qual havien millorat, es podia transportar a nous mercats. Els vinyars s'havien ampliat, i abans de la Revolució Francesa, gairebé la meitat dels terrenys que rodejaven Besiers eren coberts de vinyes.
El 1853 les línies de ferrocarril van arribar al Llenguadoc, que va obrir nous mercats a la viticultura regional, especialment al nord del país i a les seves regions industrials. Els consumidors principals eren els treballadors, que dedicaven una part notable del seu salari a la compra de vi. Mitjançant la llei del 17 de juliol de 1880, la Tercera República Francesa facilitava l'obertura de locals on beure. Aquests es van situar principalment als districtes obrers de grans ciutats, amb una mitjana de tres establiments per cada cinc edificis. Així, el consum de vi i alcohol va augmentar, malgrat la pobra qualitat d'aquests productes. La dècada de 1890 va aparèixer un moviment anti-alcohol, sindicalista i socialista.

### 50 anys catastròfics

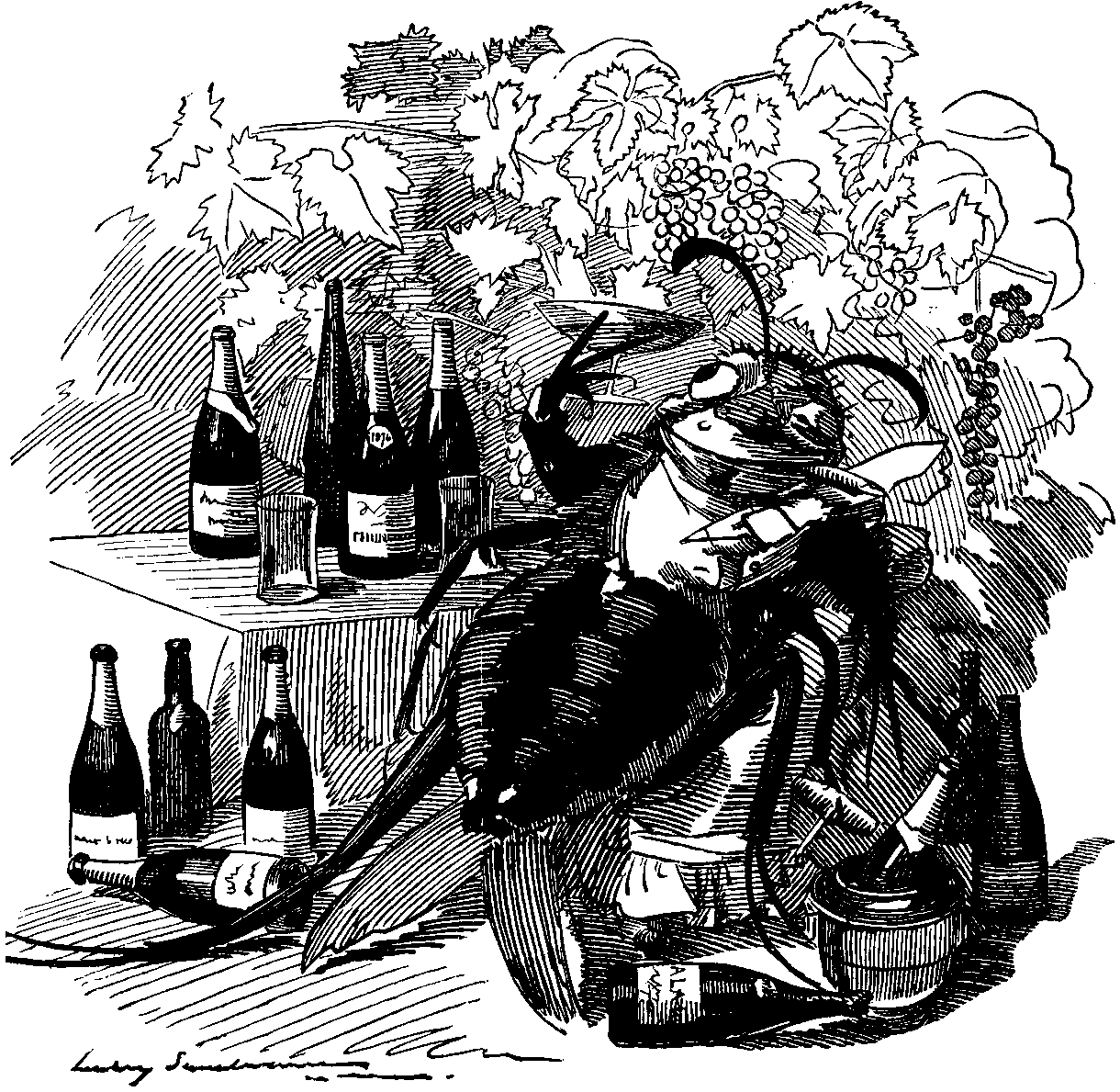
Gravat de l'època sobre la fil·loxera

El 1856 el Moniteur vinicole, l'òrgan de premsa dels comerciants de vi parisencs Entrepôts de Bercy, va publicar una "Classificació de departaments de viticultura per ordre d'importància relativa amb l'extensió de vinyes i qualitat dels productes". Tret dels vins de Bordeu, la Borgonya i la Xampanya, el comerç de París i de llocs típicament consumidors ignoraven gairebé tots els vins de França. Per mitigar aquesta falta de coneixement, Achille Larive, director del diari, va llançar una "crida als propietaris de vins desconeguts", i el 10 de setembre de 1856 en va publicar les respostes. A la següent edició, un lector va indicar que s'havia ignorat els vins de petits productors.

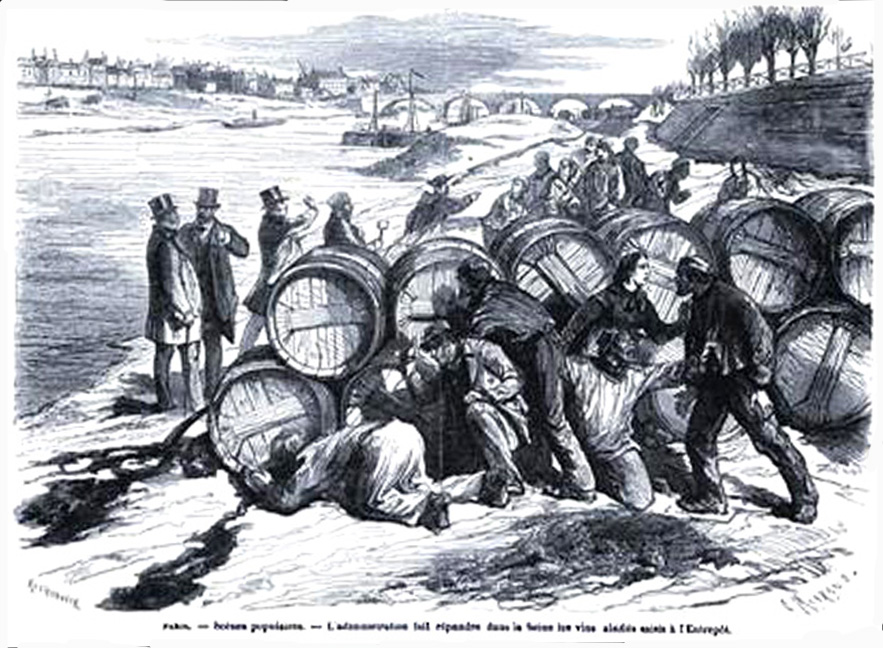
Le Monde illustré n° 674, 1870, l'administració aboca vins falsos als Entrepôts de Paris al Sena

Durant la segona meitat del segle xix la viticultura de França també es va enfrontar a diverses crisis: l'oïdi, que es va escampar al voltant del 1850 atacant les fulles i fruites de la vinya, posteriorment la fil·loxera el 1863, i el míldiu al final del segle xix, un altre fong que s'adhereix al dors de les fulles, produint capes olioses a la superfície, fet que produeix que les fulles caiguin abans i debilitin la vinya. Gràcies al brou bordelès, un compost de sulfat de coure (II) i hidròxid de calci, i a l'arribada de plantes americanes que es feien servir com a portaempelt resistent a la fil·loxera de manera natural, les vinyes es van recuperar completament. Això no va acabar amb la manufactura de vins falsos. A Le Monde illustré del 12 de març de 1870 un article de Leo de Bernard denunciava l'existència de vins falsificats.
Mentre a la resta de França, especialment al nord-oest, l'àrea plantada amb vinyes decreixia, augmentava als departaments d'Aude, Gard, Erau i Pirineus Orientals, que representaven el 40% de la producció francesa, creixent fins a gairebé el 45% durant la primera meitat del segle xx. La producció a l'Alt Llenguadoc va créixer ràpidament, particularment a Biterrois i Béziers, l'autoproclamada "capital mundial del vi". Es van generar grans fortunes, i els grans propietaris de terra del sector industrial, de finances o de professions liberals tenien patrimonis de diverses desenes d'hectàrees.
Per tal de fer front a la competició estrangera, van aparèixer vins falsificats al mercat, i els estafadors no foren castigats. El 1892, els viticultors del sud van demanar oficialment la supressió de l'ensucrat i el restabliment dels drets de duanes. Part del mercat, però, seguia ocupat per vins fets amb raïm sec importat, vins diluïts amb aigua i fins i tot "vins" fets sense raïm. Tanmateix, malgrat que els viticultors donaven molta importància a aquesta competència deslleial, no representava més del 5% del mercat.
El 12 de desembre de 1893 es va produir una manifestació a Montpeller, i una petició va recollir milers de signatures contra el frau i els vins falsos. Amb el suport de diputats electes que amenaçaven de dimitir, es van llançar les primeres crides a no pagar impostos. El govern radical s'hi va oposar, argumentant que la crisi del vi era causada per la sobreproducció de vi del sud.

## Fets de 1907

### El Comitè d'Argelièrs
El 1907, la crisi va empitjorar. Els petits viticultors es van arruïnar, i el nombre d'aturats del sector de l'agricultura va incrementar substancialment. La situació va afectar la resta de la població, incloent-hi a comerciants i altres oficis que en depenien. Així, les veremes del 1906 no es van arribar a vendre.
L'11 de març de 1907, un grup inicia la revolta dels viticultors del Menerbès, al poble d'Argelièrs. Eren encapçalats per Marcelin Albert, que fundà el "Comitè d'Argelièrs" (també conegut com a "Comitè de Defensa Vitícola"), i organitzà una marxa, amb 87 viticultors més, cap a Narbona, amb la intenció de reunir-se amb una comissió parlamentària. El Comitè va decidir organitzar també conferències i manifestacions a tota la regió cada diumenge.

### Manifestacions
| Les dotze manifestacions de la revolta                                                                                          | Les dotze manifestacions de la revolta                                                                                     | Les dotze manifestacions de la revolta                                                     |
| Data | Lloc | Assistens                                                                                  |
| --- | --- | ------------------------------------------------------------------------------------------ |
| 24 de març 31 de març 7 d'abril 14 d'abril 21 d'abril 28 d'abril 5 de maig 12 de maig 19 de maig 26 de maig 2 de juny 9 de juny | Cuxac-d'Aude Bisa Auvelhan Corsan Capestang Lesinhan de las Corbièras Narbona Besiers Perpinyà Carcassona Nimes Montpeller | 300 600 1 000 5 000 10 000 20 000 80 000 120 000 170 000 220 000 250 000 600 000 a 800 000 |

### Amotinament del 17è regiment d'infanteria lleugera
A la jornada del 18 de juny de 1907, el 17è regiment d'infanteria de línia, un dels més antics i prestigiosos de l'exèrcit francès, veterà de les batalles d'Austerlitz, Auerstädt i Borodinó, es va mobilitzar de la seva caserna a Besiers fins a Agde per participar en la repressió del moviment viticultor.
Tanmateix, dos dies després, a mesura que arriben notícies de la Narbona, part dels soldats, majoritàriament originaris de la regió, decideixen amotinar-se la tarda del 20 de juny. 500 soldats de la sisena companyia, amb armes i munició, van emprendre a peu el retorn a Besiers, a uns 20 quilòmetres. Després d'arribar-hi el 21 de juny, foren rebuts entusiastament i es van instal·lar al passeig de Paul Riquet, una zona àmplia al centre de la ciutat, on van cofraternitzar amb els hàbitats que els oferien menjar i beure.
Les autoritats militars van enviar les forces d'ordre públic per desallotjar els amotinats aquell mateix dia. El 22 de juny, els soldats detinguts foren enviats en tren de retorn a la caserna d'Agde, i més endavant, es van aplicar mesures disciplinàries als líders del motí, que foren enviats a Gafsa, a Tunísia. Durant la Primera Guerra Mundial s'enviaria sovint el 17è regiment a missions de primera línia. Una altra conseqüència de l'episodi va ser l'adopció d'un nou reglament del servei militar, que estipulava que els reclutes servirien lluny del seu lloc d'origen.